# Upernattivik

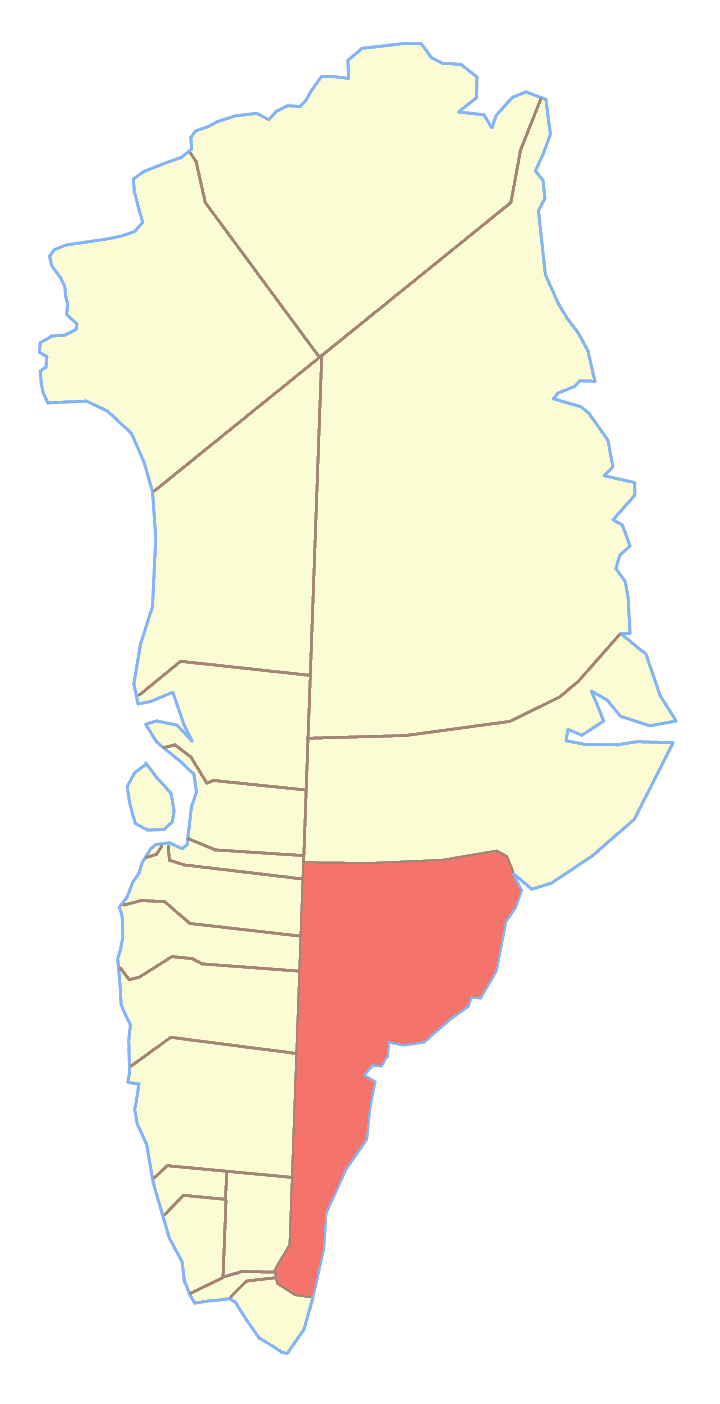
Territorio dell'ex comune di Ammassalik, dove si trova Upernattivik

Upernattivik (o Upernagtivik) è un'isola disabitata della Groenlandia di 149 km² situata nella baia di Umivik. Prima della riforma municipale groenlandese apparteneva alla contea della Groenlandia Orientale e al comune di Ammassalik. Oggi fa parte del comune di Sermersooq.